# MG Marvel R
La MG Marvel R è un'autovettura elettrica prodotta dalla casa automobilistica cinese SAIC con il marchio inglese Morris Garages dal 2021.

## Profilo e contesto
La Marvel R è stata presentata in veste definitiva nel maggio 2020, per poi essere venduta in Cina dal febbraio 2021. Un mese dopo, la SAIC ha annunciato l'esportazione del veicolo anche in Europa.
Il SUV è stato sviluppato e progettato in collaborazione con Huawei ed è il primo veicolo prodotto in serie dotato di tecnologia 5G integrata nel veicolo. Inoltre l'auto può scambiare dati e condividere dati tramite la rete cellulare e WLAN attraverso la tecnologia Car2x.

## Caratteristiche tecniche
Per il mercato cinese la Marvel R è disponibile con due allestimenti, uno a trazione posteriore e un altro a trazione integrale. La variante a trazione posteriore ha due motori elettrici posti sull'asse posteriore, la cui potenza massima è di 137 kW (186 CV). La versione a trazione integrale ha un terzo motore elettrico montato sull'asse anteriore, con una potenza complessiva combinata del sistema di 222 kW (302 CV).
La batteria agli ioni di litio ha una capacità energetica di 69,9 kWh. L'autonomia dichiarata secondo il NEDC è di 505 km per la versione a trazione posteriore e di 460 km per la versione a trazione integrale. La vettura è omologata per trainare un rimorchio dal peso massimo di 750 kg. La Marvel R è dotata della ricarica bidirezionale fino a 2,5 kW, ciò può essere utilizzato anche ricaricare altri oggetti oppure per restituire parte dell'energia delle batterie alla rete elettrica quando la vettura non è in uso.
Per questioni omologative, la versione differisce da quella orientale. Per il vecchio continente è disponibile la sola versione a trazione integrale che eroga 288 CV e una coppia massima di 665 Nm, impiegando 1,8 secondi nello 0-50 km/h, in 4,9 secondi nello 0-100 km/h, con una velocità massima autolimitata a 200 km/h. L'autonomia dichiarata è di 402 km secondo il ciclo WLTP.